# Chliaria tora
Chliaria tora är en fjärilsart som beskrevs av Napoleon Manuel Kheil 1884. Chliaria tora ingår i släktet Chliaria och familjen juvelvingar. Inga underarter finns listade i Catalogue of Life.

## Bildgalleri

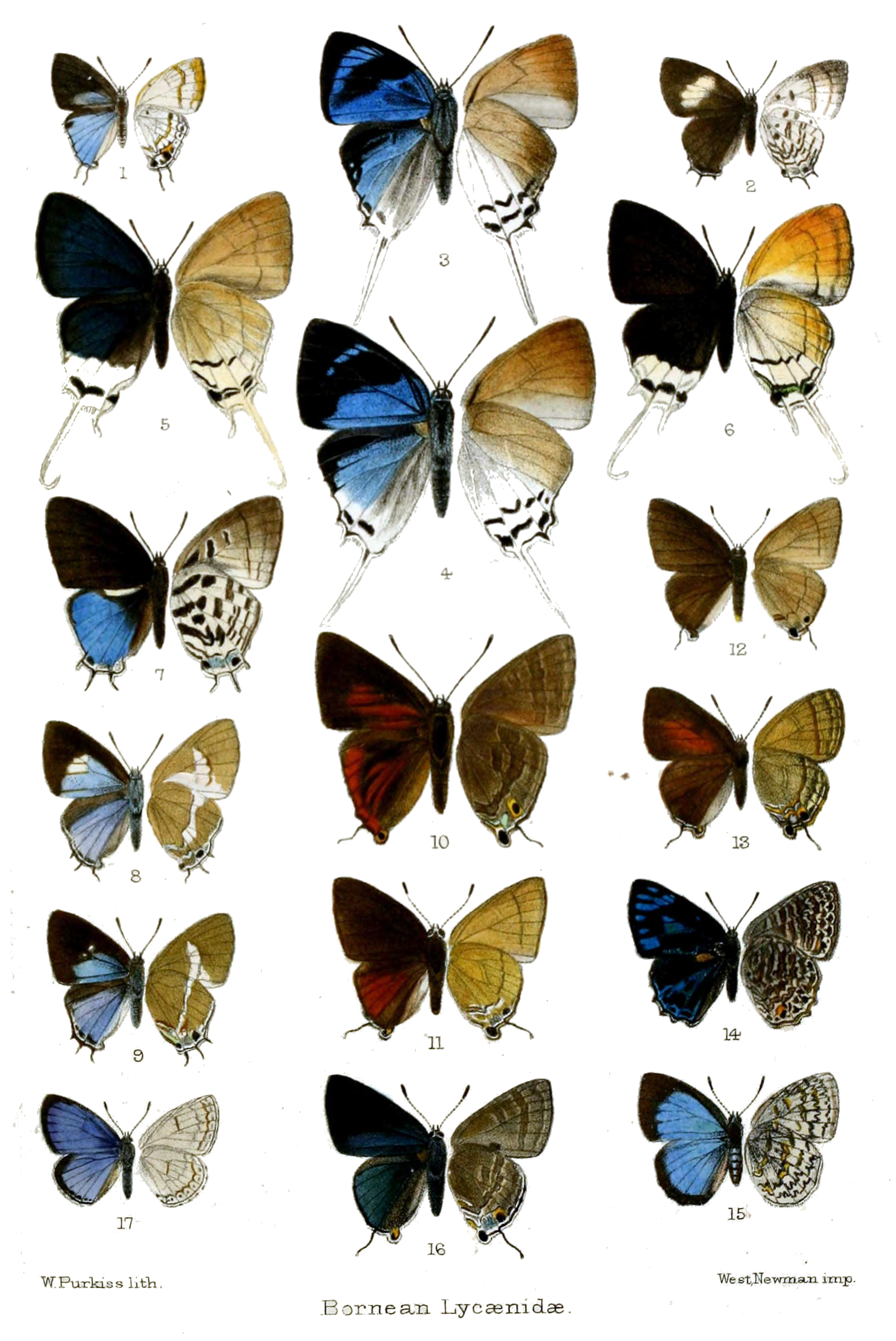